# Sis dies de Madrid
Els Sis dies de Madrid era una cursa de ciclisme en pista, de la modalitat de sis dies, que es disputava al Palau d'Esports de Madrid. Es van disputar 14 edicions del 1960 al 1986. Rik Van Steenbergen, amb tres victòries, fou el ciclista que més vegades guanyà la cursa.

## Palmarès
| Any      | Primers                                   | Segons                                    | Tercers                                 |
| -------- | ----------------------------------------- | ----------------------------------------- | --------------------------------------- |
| 1960     | Ronald Murray · John Tressider            | Miquel Poblet · Luis Peñalver Escribano   | Raymond Impanis · Edgard Sorgeloos      |
| 1961     | Oscar Plattner · Armin von Büren          | Jorge Bátiz · Miquel Poblet               | Leandro Faggin · Giuseppe Ogna          |
| 1962     | Miquel Bover · Miquel Poblet              | Leandro Faggin · Ferdinando Terruzzi      | Tom Simpson · John Tressider            |
| 1963     | Joseph De Bakker · Rik Van Steenbergen    | Jorge Bátiz · Guillem Timoner             | Julio San Emeterio · Francesc Tortellà  |
| 1964     | Federico Bahamontes · Rik Van Steenbergen | Francesc Tortellà · Guillem Timoner       | Willy Altig · Klaus Bugdahl             |
| 1965     | Romain De Loof · Rik Van Steenbergen      | Francesc Tortellà · José María Errandonea | Lucien Gillen · Rafael Carrasco         |
| 1966     | Walter Godefroot · Emile Severeyns        | Giuseppe Beghetto · Leandro Faggin        | José López Rodríguez · Domingo Perurena |
| 1967     | Jan Janssen · Gerard Koel                 | José López Rodríguez · Arthur Decabooter  | Ron Baensch · Sydney Patterson          |
| 1968-69  | No disputats                              | No disputats                              | No disputats                            |
| 1970     | José López Rodríguez · Domingo Perurena   | Fritz Pfenninger · Alain Van Lancker      | Jan Janssen · Gerard Koel               |
| 1971-80  | No disputats                              | No disputats                              | No disputats                            |
| 1981     | Donald Allan · Faustino Rupérez           | Miguel María Lasa · Wilfried Peffgen      | Willy Debosscher · Constant Tourné      |
| 1982     | Gert Frank · Avelino Perea                | Jan Raas · Leo van Vliet                  | Noël Dejonckheere · Josef Kristen       |
| 1983     | René Pijnen · Enrique Martínez Heredia    | Joop Zoetemelk · Günther Schumacher       | Willy Debosscher · Patrick Moerlen      |
| 1984-85  | No disputats                              | No disputats                              | No disputats                            |
| 1986 (1) | Gerrie Knetemann · José Luis Navarro      | Pierangelo Bincoletto · Bruno Vicino      | Alain Bondue · Peter Pieters            |
| 1986 (2) | Roman Hermann · Sigmund Hermann           | René Pijnen · Pello Ruiz Cabestany        | Constant Tourné · Etienne De Wilde      |